# Whitfield Diffie
Bailey Whitfield Diffie (* 5. června 1944 Washington, D.C., Spojené státy americké), známý také jako Whit Diffie, je americký informatik a společně s Martinem Hellmanem je považován za objevitele asymetrického šifrování. Spolu s Hellmanem je také autorem tzv. Diffieho-Hellmanovy výměny klíčů, která využívá asymetrické šifrování pro přenos symetrického šifrovacího klíče přes nezabezpečený kanál.